# Kamienisty Żleb

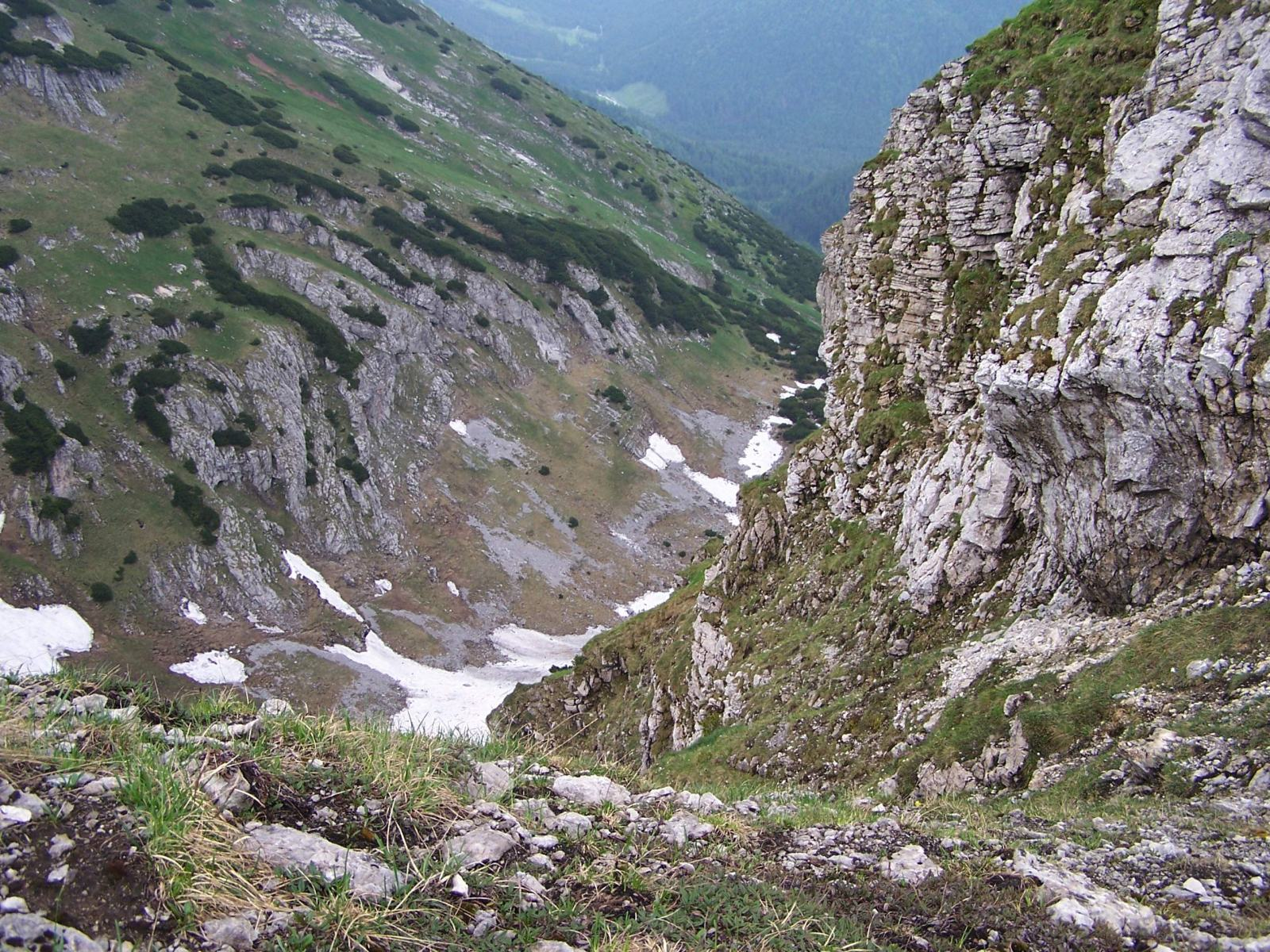
Górna część Kamienistego Żlebu

Kamienisty Żleb – żleb w Dolinie Tomanowej (wschodnie odgałęzienie w górnej części Doliny Kościeliskiej) w Tatrach Zachodnich. Spada on spod Tomanowej Przełęczy do górnej części Wyżniej Polany Tomanowej, z wysokości ok. 1700 m n.p.m. do 1450 m n.p.m. Górna część żlebu znajduje się ok. 300 m na północ od przełęczy, a 200 m na południe od Głazistej Turni. Początkowo żleb spada skośnie do stoku, w kierunku południowo-zachodnim, potem zmienia kierunek na zachodni (mniej więcej w miejscu, gdzie dawniej przekraczała go ścieżka turystyczna). W górnej części tworzy dość głęboki i stromy wąwóz. wyżłobiony w wapiennych skałach, w większości nagich, częściowo porośniętych murawą z bardzo ciekawą florą tatrzańskich roślin wapieniolubnych. W dolnej części zarośnięty kosodrzewiną.

## Szlaki turystyczne
– u wylotu Kamienistego Żlebu szlak zielony z Doliny Kościeliskiej skręca na północ i wiedzie przez Czerwony Żleb na Chudą Przełączkę i dalej na Ciemniak.
- Czas przejścia ze schroniska na Hali Ornak do rozdroża: 1:30 h, ↓ 1:10 h
- Czas przejścia od rozdroża na Chudą Przełączkę: 1:30 h, ↓ 1 h.

Uwaga: czerwony szlak na Tomanową Przełęcz przekraczający przez żleb, zaczynający się w górnej części Wyżniej Polany Tomanowej na Rozdrożu w Tomanowej (rozwidlenie ze szlakiem zielonym), został zamknięty przez TPN od 22 maja 2009 r. Podzielił on tym samym los słowackiego czerwonego szlaku z Tomanowej Przełęczy do Rozdroża pod Tomanową w Dolinie Cichej, który zamknięto w czerwcu 2008 r.